# Pelatikovo, Kiustendil
Pelatikovo (în bulgară Пелатиково) este un sat în comuna Nevestino, regiunea Kiustendil,  Bulgaria. 

## Demografie
Componența etnică a satului Pelatikovo
     Bulgari (96,99%)
     Nicio identificare (3%)
     Altele (0%)
La recensământul din 2011, populația satului Pelatikovo era de 133 locuitori. Din punct de vedere etnic, majoritatea locuitorilor (96,99%) erau bulgari. Pentru 3% din locuitori nu este cunoscută apartenența etnică.